# توني بوند (لاعب كرة قدم بريطاني)
توني بوند (بالإنجليزية: Tony Bond)‏ (23 ديسمبر 1913 ببرستون في المملكة المتحدة - 6 يوليو 1991) هو لاعب كرة قدم بريطاني (وحمل سابقاً جنسية المملكة المتحدة لبريطانيا العظمى وأيرلندا) في مركز جناح ‏. لعب مع بريستون نورث إيند وبلاكبيرن روفرز ونادي توركي يونايتد ونادي ساوثبورت ووولفرهامبتون واندررز ونادي تشورلي وBamber Bridge F.C. ‏ وأكرينجتون ستانلي ‏ وباك أب بورو ‏ وفليتوود تاون.